# NGC 851
NGC 851 ist eine linsenförmige Galaxie vom Hubble-Typ SB0-a im Sternbild Walfisch südlich des Himmelsäquators. Sie ist schätzungsweise 141 Millionen Lichtjahre von der Milchstraße entfernt und hat einen Durchmesser von etwa 40.000 Lj. Wahrscheinlich bildet sie gemeinsam mit IC 211 ein gravitativ gebundenes Galaxienpaar.
Das Objekt wurde am 30. November 1885 von dem US-amerikanischen Astronomen Edward D. Swift mithilfe eines 16-Zoll-Teleskops entdeckt.